# Grand Prix Formule 1 van China 2009

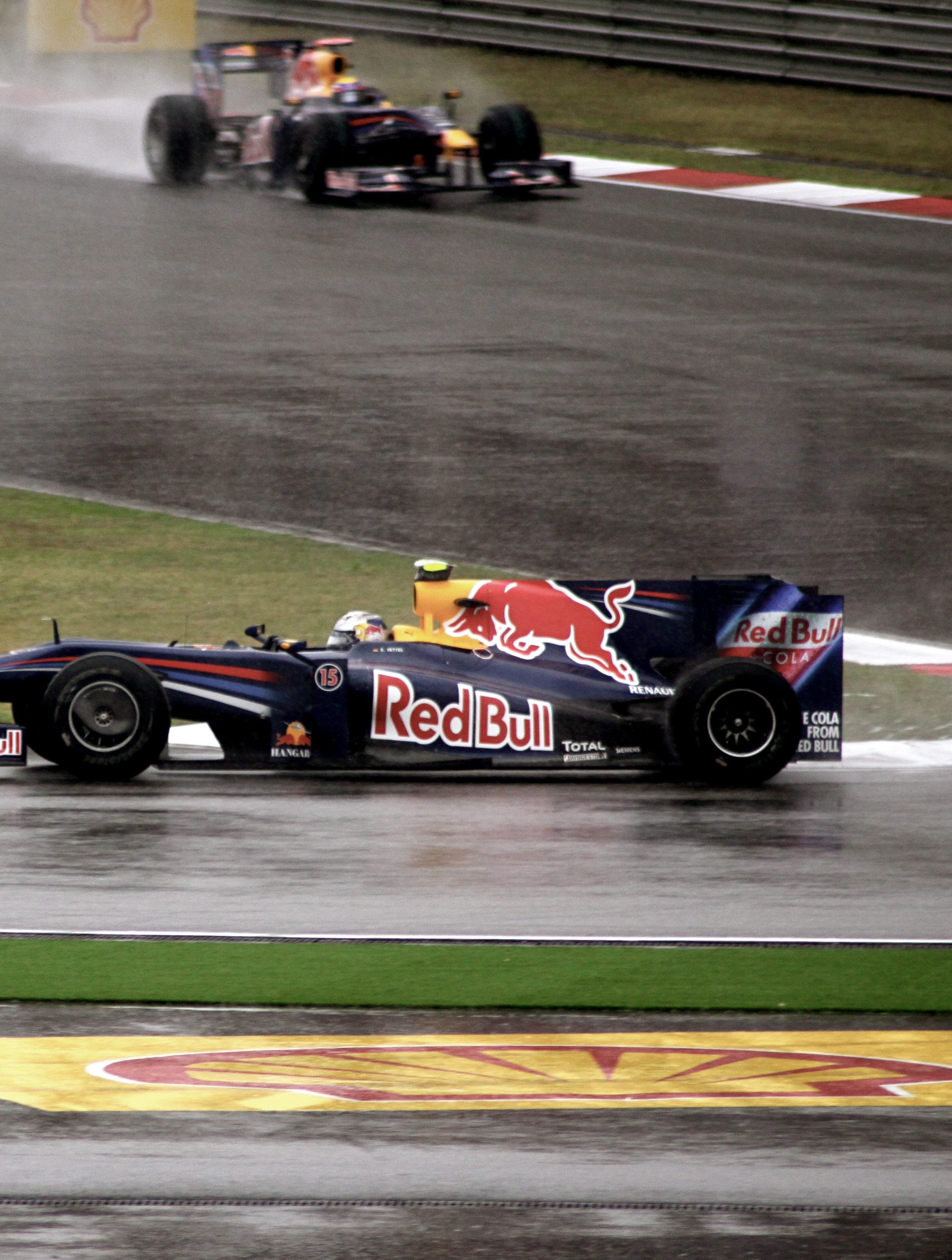
Eén-twee voor Red Bull-rijders Sebastian Vettel en Mark Webber.

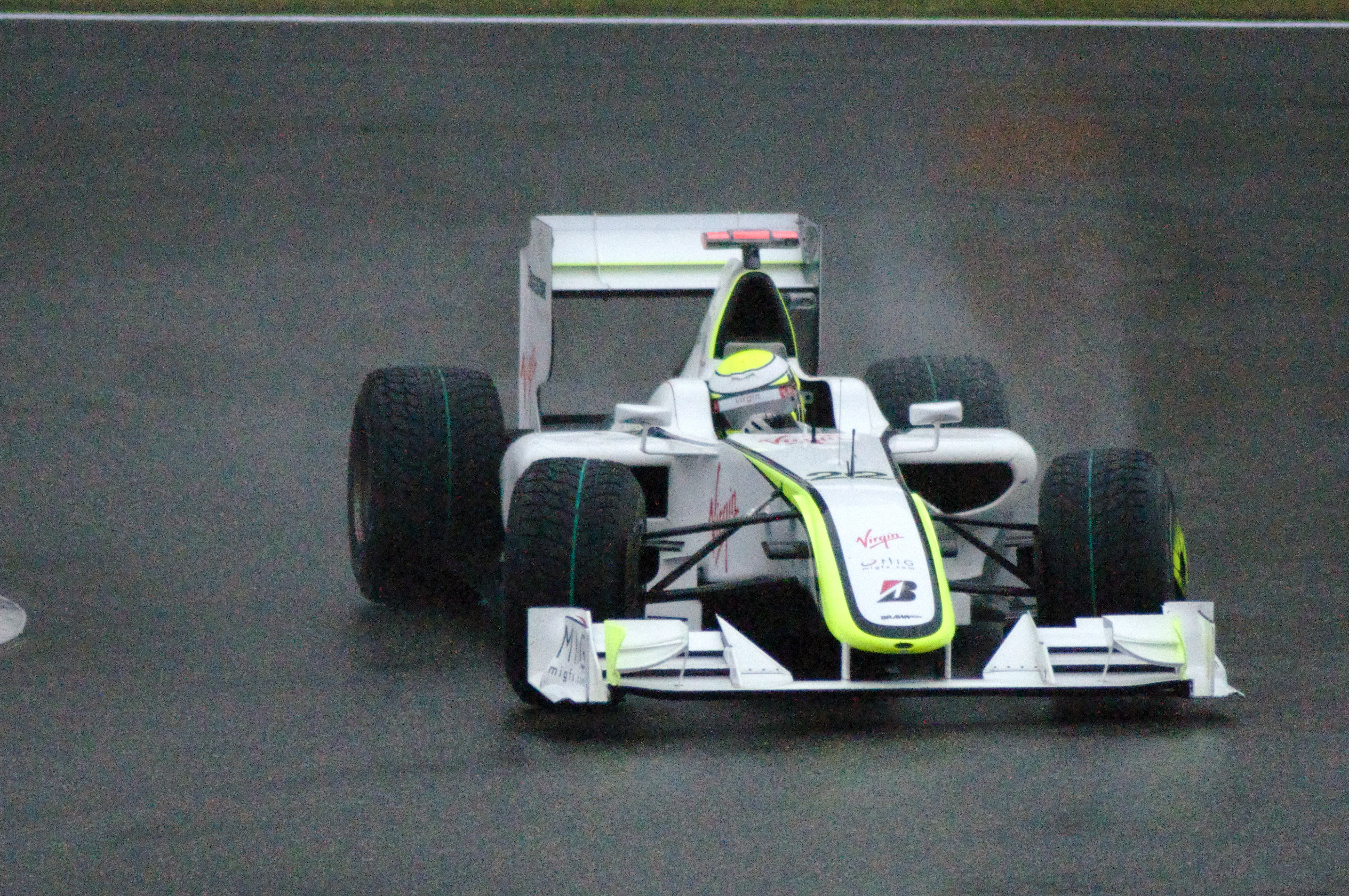
Jenson Button finishte op de derde plaats.

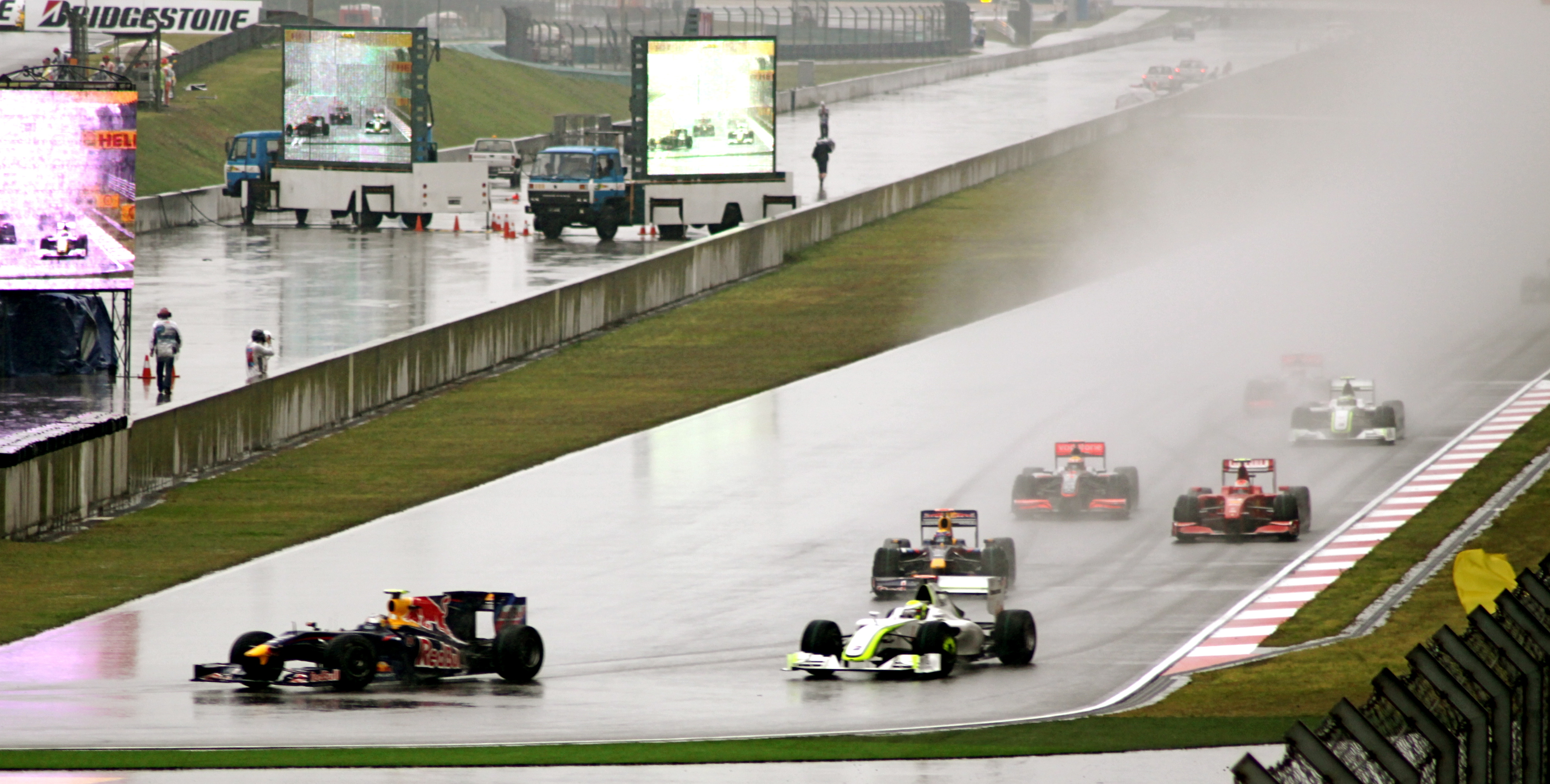
Regenweer tijdens de race.

De Grand Prix Formule 1 van China 2009 werd gehouden op 19 april 2009 op het Shanghai International Circuit. Het was de derde race van het kampioenschap en werd gewonnen door Sebastian Vettel. Het was de tweede overwinning uit zijn carrière en het was de eerste overwinning voor Red Bull. Zijn teamgenoot Mark Webber werd tweede en kampioenschapsleider Jenson Button werd derde.

## Kwalificatie
| Positie | Nummer | Naam                 | Team                 | Q1       | Q2       | Q3       | Grid |
| ------- | ------ | -------------------- | -------------------- | -------- | -------- | -------- | ---- |
| 1       | 15     | Sebastian Vettel     | Red Bull-Renault     | 1:36.565 | 1:35.130 | 1:36.184 | 1    |
| 2       | 7      | Fernando Alonso      | Renault              | 1:36.443 | 1:35.803 | 1:36.381 | 2    |
| 3       | 14     | Mark Webber          | Red Bull-Renault     | 1:35.751 | 1:35.173 | 1:36.466 | 3    |
| 4       | 23     | Rubens Barrichello   | Brawn-Mercedes       | 1:35.701 | 1:35.503 | 1:36.493 | 4    |
| 5       | 22     | Jenson Button        | Brawn-Mercedes       | 1:35.533 | 1:35.556 | 1:36.532 | 5    |
| 6       | 9      | Jarno Trulli         | Toyota               | 1:36.308 | 1:35.645 | 1:36.835 | 6    |
| 7       | 16     | Nico Rosberg         | Williams-Toyota      | 1:35.941 | 1:35.809 | 1:37.397 | 7    |
| 8       | 4      | Kimi Räikkönen       | Ferrari              | 1:36.137 | 1:35.856 | 1:38.089 | 8    |
| 9       | 1      | Lewis Hamilton       | McLaren-Mercedes     | 1:35.776 | 1:35.740 | 1:38.595 | 9    |
| 10      | 12     | Sébastien Buemi      | Toro Rosso-Ferrari   | 1:36.284 | 1:35.965 | 1:39.321 | 10   |
| 11      | 6      | Nick Heidfeld        | BMW Sauber           | 1:36.525 | 1:35.975 |          | 11   |
| 12      | 2      | Heikki Kovalainen    | McLaren-Mercedes     | 1:36.646 | 1:36.032 |          | 12   |
| 13      | 3      | Felipe Massa         | Ferrari              | 1:36.178 | 1:36.033 |          | 13   |
| 14      | 10     | Timo Glock           | Toyota               | 1:36.364 | 1:36.066 |          | 191  |
| 15      | 17     | Kazuki Nakajima      | Williams-Toyota      | 1:36.673 | 1:36.193 |          | 14   |
| 16      | 11     | Sébastien Bourdais   | Toro Rosso-Ferrari   | 1:36.906 |          |          | 15   |
| 17      | 8      | Nelson Piquet jr.    | Renault              | 1:36.908 |          |          | 16   |
| 18      | 5      | Robert Kubica        | BMW Sauber           | 1:36.966 |          |          | 17   |
| 19      | 20     | Adrian Sutil         | Force India-Mercedes | 1:37.669 |          |          | 18   |
| 20      | 21     | Giancarlo Fisichella | Force India-Mercedes | 1:37.672 |          |          | 20   |

- 1Timo Glock werd vijf plaatsen achteruit gezet na het vervangen van de versnellingsbak.

## Race
| Positie | Nummer | Coureur              | Team                 | Rondes | Tijd/Oorzaak uitval | Startplaats | Punten |
| ------- | ------ | -------------------- | -------------------- | ------ | ------------------- | ----------- | ------ |
| 1       | 15     | Sebastian Vettel     | Red Bull-Renault     | 56     | 1:57:43.485         | 1           | 10     |
| 2       | 14     | Mark Webber          | Red Bull-Renault     | 56     | +10.970             | 3           | 8      |
| 3       | 22     | Jenson Button        | Brawn-Mercedes       | 56     | +44.975             | 5           | 6      |
| 4       | 23     | Rubens Barrichello   | Brawn-Mercedes       | 56     | +1:03.704           | 4           | 5      |
| 5       | 2      | Heikki Kovalainen    | McLaren-Mercedes     | 56     | +1:05.102           | 12          | 4      |
| 6       | 1      | Lewis Hamilton       | McLaren-Mercedes     | 56     | +1:11.866           | 9           | 3      |
| 7       | 10     | Timo Glock           | Toyota               | 56     | +1:14.476           | 19          | 2      |
| 8       | 12     | Sébastien Buemi      | Toro Rosso-Ferrari   | 56     | +1:16.439           | 10          | 1      |
| 9       | 7      | Fernando Alonso      | Renault              | 56     | +1:24.309           | 2           |        |
| 10      | 4      | Kimi Räikkönen       | Ferrari              | 56     | +1:31.750           | 8           |        |
| 11      | 11     | Sébastien Bourdais   | Toro Rosso-Ferrari   | 56     | +1:34.156           | 15          |        |
| 12      | 6      | Nick Heidfeld        | BMW Sauber           | 56     | +1:35.834           | 11          |        |
| 13      | 5      | Robert Kubica        | BMW Sauber           | 56     | +1:46.853           | 17          |        |
| 14      | 21     | Giancarlo Fisichella | Force India-Mercedes | 55     | +1 ronde            | 20          |        |
| 15      | 16     | Nico Rosberg         | Williams-Toyota      | 55     | +1 ronde            | 7           |        |
| 16      | 8      | Nelson Piquet jr.    | Renault              | 54     | +2 rondes           | 16          |        |
| 17      | 20     | Adrian Sutil         | Force India-Mercedes | 50     | Ongeval             | 18          |        |
| Ret     | 17     | Kazuki Nakajima      | Williams-Toyota      | 43     | Transmissie         | 14          |        |
| Ret     | 3      | Felipe Massa         | Ferrari              | 20     | Elektrisch          | 13          |        |
| Ret     | 9      | Jarno Trulli         | Toyota               | 18     | Aanrijding          | 6           |        |

2004 · 2005 · 2006 · 2007 · 2008 · 2009 · 2010 · 2011 · 2012 · 2013 · 2014 · 2015 · 2016 · 2017 · 2018 · 2019 · 2024 · 2025